# Rogers Cup 2017
Rogers Cup 2017 — профессиональный теннисный турнир, проводившийся в Монреале и Торонто, Канада на хардовых кортах. Мужской турнир проводится в 128-й раз, имея в этом году категорию Мастерс; женское же соревнование проводится в 116-й раз и принадлежит к серии Премьер 5. Оба одиночных приза входили в цикл турниров US Open Series. Турнир прошёл с 7 по 13 августа.

## Общая информация
Мужской одиночный турнир собрал шесть представителей топ-10 мирового рейтинга. Первым номером посева стал трёхкратный чемпион турнира Рафаэль Надаль (№ 2 в мире на тот момент). Испанский теннисист неожиданно в третьем раунде проиграл Денису Шаповалову из Канады, который выступил на домашнем турнире с уайлд-кард. Прошлогодний чемпион Новак Джокович не защищал свой титул из-за травмы локтя. Вторым сеянным стал двухкратный победитель турнира Роджер Федерер (№ 3 в мире). Швейцарец сумел в шестой раз выйти в финал местного турнира. В нём он проиграл четвёртому номеру посева Александру Звереву (№ 8 в мире). Он выиграл второй Мастерс в сезоне и за карьеру и сравнялся в противостоянии с Федерером (у каждого стало по две победы. Представитель Германии впервые победил в Канаде с 1986 года в мужском одиночном разряде. В основном турнире приняли участие три представителя России и все не смогли пройти первый раунд.
В мужском парном турнире победу одержали пятые номера посева — Николя Маю и Пьер-Юг Эрбер. В финале они обыграли седьмых номеров посева —
Рохан Бопанну и Ивана Додига. В прошлом году Додиг праздновал победу Марсело Мело, но в этом сезоне они не защищали титул, хотя оба сыграли (Мело в паре с Лукашом Куботом под вторым номером посева проиграл во втором раунде).
В женском одиночном турнире смогли сыграть все представительницы топ-10. Первая ракетка мира Каролина Плишкова возглавила посев и вышла в четвертьфинал, где проиграла шестой сеянной Каролине Возняцки. Второй номер посева достался прошлогодней чемпионке Симоне Халеп. Румынка продвинулась до полуфинала, где уступила пятой сеянной Элине Свитолиной. В финале Свитолина сыграла с Возняцки и смогла победить, став первой теннисисткой из Украины, победившей здесь в любом разряде. Свитолина выиграла третий турнир из серии Премьер 5 в сезоне. В основной сетке турнира приняло участие шесть представительниц из России. Из них до третьего раунда добралась только Екатерина Макарова.
Прошлогодние чемпионки в женском парном разряде Елена Веснина и Екатерина Макарова смогли защитить свой титул под первым номером посева. В финале они обыграли Анну-Лену Грёнефельд и Квету Пешке, которые имели восьмой номер посева. Российский дуэт стал первым кому удалось два года подряд выиграть местный турнир в женском парном разряде.

## Соревнования

### Мужчины. Одиночный турнир
Александр Зверев обыграл  Роджера Федерера со счётом 6-3, 6-4.
- Зверев выиграл 5-й одиночный титул в сезоне и 6-й за карьеру в основном туре ассоциации.
- Федерер сыграл 6-й одиночный финал в сезоне и 142-й за карьеру в основном туре ассоциации.

### Женщины. Одиночный турнир
Элина Свитолина обыграла  Каролину Возняцки со счётом 6-4, 6-0.
- Свитолина выиграла 5-й одиночный титул в сезоне и 9-й за карьеру в туре ассоциации.
- Возняцки сыграла 6-й одиночный финал в сезоне и 48-й за карьеру в туре ассоциации.

### Мужчины. Парный турнир
Николя Маю /  Пьер-Юг Эрбер обыграли  Рохана Бопанну /  Ивана Додига со счётом 6-4, 3-6, [10-6].
- Маю выиграл 3-й парный титул в сезоне и 19-й за карьеру в основном туре ассоциации.
- Эрбер выиграл 2-й парный титул в сезоне и 10-й за карьеру в основном туре ассоциации.

### Женщины. Парный турнир
Елена Веснина /  Екатерина Макарова обыграли  Анну-Лену Грёнефельд /  Квету Пешке со счётом 6-0, 6-4.
- Веснина выиграла 3-й парный титул в сезоне и 18-й за карьеру в туре ассоциации.
- Макарова выиграла 3-й парный титул в сезоне и 12-й за карьеру в туре ассоциации.